# Pterotricha shnitnikovi
Pterotricha shnitnikovi är en spindelart som beskrevs av Sergei Aleksandrovich Spassky 1934. Pterotricha shnitnikovi ingår i släktet Pterotricha och familjen plattbuksspindlar.
Artens utbredningsområde är Kazakstan. Inga underarter finns listade i Catalogue of Life.